# العلاقات الإريترية الكازاخستانية
العلاقات الإريترية الكازاخستانية هي العلاقات الثنائية التي تجمع بين إريتريا وكازاخستان.

## مقارنة بين البلدين
هذه مقارنة عامة ومرجعية للدولتين:
| وجه المقارنة                                              | إريتريا                                      | كازاخستان                      |
| --------------------------------------------------------- | -------------------------------------------- | ------------------------------ |
| المساحة (كم2)                                             | 117.60 ألف                                   | 2.72 مليون                     |
| عدد السكان (نسمة)                                         | 6.33 مليون                                   | 17.95 مليون                    |
| الكثافة السكانية (ن./كم²)                                 | 53.83                                        | 6.6                            |
| العاصمة                                                   | أسمرة                                        | نور سلطان                      |
| اللغة الرسمية                                             | اللغة التغرينية، اللغة العربية، لغة إنجليزية | اللغة القازاقية، اللغة الروسية |
| العملة                                                    | ناكفا                                        | تينغ كازاخستاني                |
| الناتج المحلي الإجمالي (بليون دولار)                      | 2.61 مليار                                   | 159.41 مليار                   |
| الناتج المحلي الإجمالي (تعادل القوة الشرائية) بليون دولار |                                              | 439.39 مليار                   |
| الناتج المحلي الإجمالي الاسمي للفرد دولار أمريكي          |                                              | 10.51 ألف                      |
| الناتج المحلي الإجمالي للفرد دولار أمريكي                 |                                              | 24.23 ألف                      |
| مؤشر التنمية البشرية                                      | 0.391                                        | 0.788                          |
| رمز المكالمات الدولي                                      | +291                                         | +7                             |
| رمز الإنترنت                                              | .er                                          | .kz، .қаз ‏                     |
| المنطقة الزمنية                                           | ت ع م+03:00                                  | ت ع م+05:00، ت ع م+06:00       |

## منظمات دولية مشتركة
يشترك البلدان في عضوية مجموعة من المنظمات الدولية، منها:
| علم المنظمة | اسم المنظمة                        | تاريخ انضمام إريتريا | تاريخ انضمام كازاخستان |
| ----------- | ---------------------------------- | -------------------- | ---------------------- |
|             | مؤسسة التمويل الدولية              | 11 أكتوبر 1995       | 30 سبتمبر 1993         |
|             | منظمة حظر الأسلحة الكيميائية       | ?                    | ?                      |
|             | يونسكو                             | 2 سبتمبر 1993        | 22 مايو 1992           |
|             | الاتحاد الدولي للاتصالات           | 6 أغسطس 1993         | 23 فبراير 1993         |
|             | الأمم المتحدة                      | 28 مايو 1993         | 2 مارس 1992            |
|             | منظمة الشرطة الجنائية الدولية      | ?                    | ?                      |
|             | البنك الدولي للإنشاء والتعمير      | 6 يوليو 1994         | 23 يوليو 1992          |
|             | الاتحاد البريدي العالمي            | ?                    | ?                      |
|             | مؤسسة التنمية الدولية              | 6 يوليو 1994         | 23 يوليو 1992          |
|             | وكالة ضمان الاستثمار متعدد الأطراف | 10 سبتمبر 1996       | 12 أغسطس 1993          |

## وصلات خارجية
- موقع وزارة الخارجية الكازاخستانية